# Kasur
Pour les articles homonymes, voir Kasur (homonymie).
Kasur (en ourdou : قصور ; Kasūr) est une ville pakistanaise, et capitale du district de Kasur, dans la province du Pendjab. Elle est considérée comme l'une des plus vieilles villes du Pakistan.
La population s'élevait à 245 321 habitants en 1998. En 2017, le recensement indique une population de 358 409 habitants, soit une croissance annuelle de 2,0 % depuis 1998, inférieure à la moyenne nationale de 2,4 %. Elle est ainsi la 22e plus grande ville du pays. En 2023, la population de la ville monte à 510 875 habitants.
|            | 1972 (rec.) | 1981 (rec.) | 1998 (rec.) | 2017 (rec.) | 2023 (rec.) |
| ---------- | ----------- | ----------- | ----------- | ----------- | ----------- |
| Population | 101 295     | 155 523     | 245 321     | 358 409     | 510 875     |

La ville est située environ à 55 kilomètres au sud de Lahore, et à 25 de la frontière indienne.

## Politique
Depuis le redécoupage électoral de 2018, la ville est représentée par la circonscription no 174 à l'Assemblée provinciale du Pendjab. Lors des élections législatives de 2018, elle est remportée par un candidat de la Ligue musulmane du Pakistan (N).
| Parti                                      | Voix    | %       |
| ------------------------------------------ | ------- | ------- |
| Ligue musulmane du Pakistan (N)            | 55 485  | 50,90 % |
| Mouvement du Pakistan pour la justice      | 24 852  | 22,80 % |
| Parti du peuple pakistanais                | 7 316   | 6,71 %  |
| Tehreek-e-Labbaik Pakistan                 | 5 873   | 5,39 %  |
| Muttahida Majlis-e-Amal                    | 2 313   | 2,12 %  |
| Autres partis                              | 1 355   | 1,24 %  |
| Indépendants                               | 11 813  | 10,84 % |
| Total exprimés (participation : 56,6 %)    | 109 007 | 100 %   |
| Source : Commission électorale du Pakistan |         |         |